# Robert Howard (dramaturge)
Pour les articles homonymes, voir Robert Howard et Howard.
Robert Howard (né en janvier 1626 et mort le 3 septembre 1698) est un dramaturge et un homme politique anglais, sixième fils de Thomas Howard, 1er comte de Berkshire et de sa femme, Elizabeth.

## Biographie
À l'âge de 18 ans, fils d'une famille royaliste, il combat à la bataille de Cropredy Bridge. Il s'illustre en portant secours à Lord Wilmot, blessé et fait brièvement prisonnier par les parlementaires. Pour cet acte de bravoure, il est fait chevalier sur le champ de bataille le 26 juin 1644. Dans les années après la Première Révolution anglaise, ses sympathies royalistes le font emprisonner au château de Windsor en 1658.
À la restauration de la monarchie, il se hisse rapidement au premier rang de la vie politique, après plusieurs nominations à des postes qui lui apportent influence et argent. Il est élu au Parlement, député de Stockbridge, et croit en un équilibre entre le Parlement et la monarchie. En 1661, il est fait Chevalier du Bain. Toute sa vie il occupera des positions importantes ; secrétaire du Trésor en 1671, auditeur de l'Échiquier, un poste lucratif, de 1673 jusqu'à sa mort. Il est élu député de Castle Rising de 1679 à 1685 et de 1689 à 1698.
Au moment de la Glorieuse Révolution, il aide Guillaume III à monter sur le trône, et est fait conseiller privé en 1689. Il continue à être intéressé par les questions financières, et à la fin de sa vie, il souscrit à la Banque d'Angleterre nouvellement fondée, tout en continuant son travail sur la réforme de la monnaie. 
Evelyn dit de lui qu'il n'avait pas mauvais caractère, mais qu'il était un insupportable vantard, et un prétentieux quand il s'agissait d'arts ou de sciences. Il est caricaturé dans une comédie de Shadwell, The Sullen Lovers, sous les traits de Sir Positive-At-All (« sir Un-tant-soit-peu-positif »), un chevalier fanfaron. Dans cette même pièce, Lady Vane représenterait sa maîtresse du moment, qui allait devenir sa femme. Howard a aussi été la première cible de Buckingham dans sa comédie La Répétition, lorsque le personnage principal s'appelait encore Bilboa. Celui-ci deviendra Bayes, lorsque Buckingham préférera finalement caricaturer Dryden.
Il meurt le 3 septembre 1698, et est enterré à l'Abbaye de Westminster.

## Œuvres
La plupart de ses écrits sont destinés au théâtre. Mais il a écrit aussi un peu de poésie, que Scott juge de « la plus glaciale médiocrité », et deux livres sur des questions politiques. Après la Restauration, Howard est activement impliqué dans la vie théâtrale londonienne, étant à la fois décorateur et actionnaire du Théâtre de Drury Lane avec Thomas Killigrew et huit acteurs. Ses pièces ont du succès et continueront à être jouées au XVIIIe siècle, bien que, plus tard, certains critiques, comme Walter Scott, les trouveront fautives. The Committee; Or, The Faithful Irishman (1665), une comédie politique, est la plus connue. Elle caricature les mœurs du Commonwealth d'Angleterre. Certains écrivains, comme A. W. Ward, lui préfèrent The Great Favourite, or The Duke of Lerma. Howard et son beau-frère, le poète John Dryden, coécrivent The Indian Queen, mis plus tard en musique par Henry Purcell (The Indian Queen, 1695). Howard, qui a été pendant un certain temps le protecteur de Dryden, s'est disputé avec lui au sujet de l'usage du vers au théâtre. Mais ils se sont réconciliés avant la mort d'Howard. John Dryden a écrit un poème intitulé, To Sir My Honored Friend, Sir Robert Howard, dans lequel Dryden fait l'éloge d'Howard pour ses dons poétiques. Ses œuvres théâtrales recensées sont :
- The Surprisal, comédie en cinq actes (25 avril 1662)
- The Committee, comédie en cinq actes (novembre 1662)
- The Indian Queen, tragédie en cinq actes, en collaboration avec Dryden, janvier 1664
- The Vestal Virgin, or The Roman Ladies, tragédie en cinq actes (1665)
- The Great Favourite, or The Duke of Lerma, tragédie en cinq actes, jouée au Théâtre de Drury Lane (1668)
- The Blind Lady, imprimée avec les Poems
- The Conquest of China by the Tartars, tragédie, non reprise par Dryden comme il était prévu, et non publiée.

## Famille

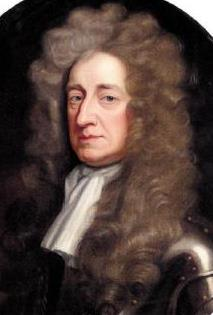
Robert Howard.

Il s'est marié quatre fois. Après la mort d'Anne Kingsmill, la mère de ses six enfants, il se marie avec une vieille veuve, Lady Honoria (née O'Brien), et il adopte le manoir de Wootton Bassett qu'elle a hérité de son mari, Francis Englefield. Lady Honoria se plaint auprès du roi et de la Chambre des communes, que Howard ne lui permet pas de disposer de l'argent qu'elle a apporté au mariage. Sa troisième femme est Mary Uphill, une actrice qui a été longtemps sa maîtresse et qui a résidé souvent dans le manoir d'Howard à Ashtead, manoir acheté vers 1680. En 1693 il se marie avec une demoiselle d'honneur de dix-huit ans, Anabella Dives.
Thomas Howard (1651-1701) est son seul fils survivant. Sa fille Mary ayant attiré l'attention de Charles II alors qu'elle avait dix-neuf ans, Howard préfère la mettre hors d'atteinte du monarque séducteur en l'envoyant à Paris. Là elle se convertit au catholicisme romain et entre, sous le nom de Mary de la Sainte-Croix, dans l'Ordre des Clarisses. Elle se retire à Rouen dans un couvent, dont elle deviendra abbesse en 1702.
Howard a eu trois frères, qui ont aussi écrit des pièces de théâtre : Edward Howard, Colonel Henry Howard, et James Howard. Leur sœur, Elizabeth Howard, s'est mariée avec Dryden.